# Митрула
Ми́трула (лат. Mítrula) — род грибов, семейства склеротиниевые (Sclerotiniaceae), входящий в порядок гелоциевые (Helotiales). Типовой вид рода — митрула болотная.
Впервые описан Элиасом Магнусом Фрисом в его книге Systema mycologicum (1821).
Сапробионты, живут и питаются гниющими листьями и стеблями, расщепляя их на более мелкие соединения, которыми питаются различные растения и животные. Обнаруживаются во влажных или заболоченных местообитаний с большим количеством гниющей растительности.

## Виды
В род входят следующие виды:
- Mitrula alba
- Mitrula elegans
- Mitrula lunulatospora
- Mitrula microspora
- Mitrula paludosa
- Mitrula serpentina.